# Incident du Lady R

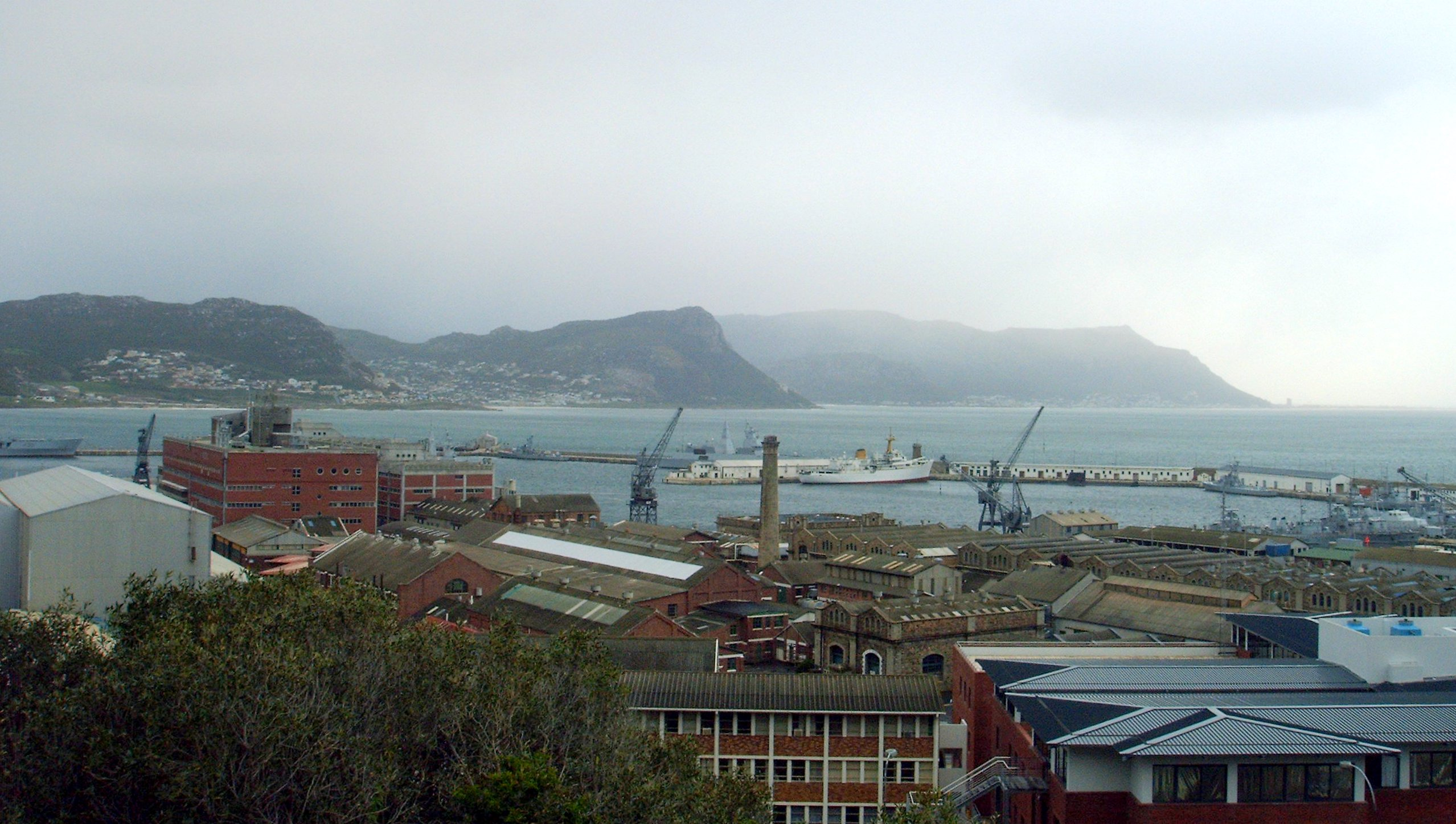
Une vue de la base navale de Simon's Town où le Lady R a accosté en décembre 2022.

L'incident du Lady R, également connu sous le nom de #LadyRussiagate, fait référence à l'amarrage du cargo russe sanctionné, le Lady R, à la base navale de Simon's Town en Afrique du Sud et à l'impact diplomatique qui en résulte. Le navire transportait une cargaison militaire. L'incident est controversé pour la nature secrète de l'amarrage, et une allégation de l'ambassadeur des États-Unis en Afrique du Sud selon laquelle des fournitures militaires sud-africaines ont été chargées sur le navire pour être utilisées lors de l'invasion russe de l'Ukraine,,.

## Amarrage à la base navale de Simon's Town
Entre 20 h 0 et 22 h 0 le 6 décembre 2022, le Lady R a accosté à la base navale de Simon's Town. Le navire avait éteint son système de suivi marin et son arrivée était inattendue et controversée. Le navire a été chargé et déchargé avec une cargaison sous garde armée la nuit sous le couvert de l'obscurité, pendant le délestage, le 8 décembre, et est parti le 9 décembre 2022. L'amarrage a été entouré de secret et ni les gouvernements sud-africain ni russe ne l'ont commenté à l'époque.
Il y avait d'importantes spéculations à l'époque quant à savoir s'il s'agissait ou non d'un cas où l'Afrique du Sud fournissait des armes à la Russie pour soutenir son invasion de l'Ukraine en février 2022. Deux semaines plus tard, à la suite de questions répétées sur l'amarrage, la ministre de la Défense et des Anciens combattants militaires Thandi Modise a déclaré que le Lady R était en train de charger "une ancienne commande en cours de munitions utilisées par les forces spéciales" uniquement et qu'aucune arme ou munition n'avait été chargée sur le navire.
L'arrivée de Lady R en Afrique du Sud est survenue à un moment de tensions accrues entre la Russie et l'Occident à propos de l'invasion russe de l'Ukraine et de la réticence de l'Afrique du Sud à critiquer l'invasion malgré sa politique de soutien à un ordre international fondé sur des règles (en).

## Accusation de 2023 par l'ambassadeur américain
Le 11 mai 2023, l'ambassadeur des États-Unis en Afrique du Sud, Reuben Brigety (en), a accusé le pays d'avoir fourni des armes à la Russie lors de l'amarrage en décembre 2022 du Lady R. Au cours de la même annonce, l'ambassadeur Brigety a également déclaré que le Congrès national africain (ANC), le parti politique au pouvoir en Afrique du Sud depuis 1994, avait été insensible aux tentatives répétées de dialogue américaines et que le document de politique de l'ANC sur la guerre en Ukraine était "hostile" au gouvernement des États-Unis,.

### Réaction en Afrique du Sud
L'Afrique du Sud a nié l'allégation et a déclaré que l'interaction du pays avec le Lady R était conforme à sa position non alignée sur la guerre en Ukraine. Le président sud-africain Cyril Ramaphosa a déclaré qu'une enquête indépendante serait lancée pour enquêter sur l'accusation de Brigety,,. L'Afrique du Sud a fait une démarche auprès de l'ambassadeur Brigety et a affirmé que Bridgety s'était excusée plus tard pour la déclaration,. Lors d'un événement politique de l'ANC, le président Ramaphosa a déclaré plus tard que son gouvernement avait trouvé l'accusation de Brigety "de mauvais goût" et comme "une attaque", sur l'Afrique du Sud en ne suivant pas les processus diplomatiques normaux, mais a déclaré que les entretiens avec l'ambassadeur là-bas avaient ensuite été cordiaux.
L'incident diplomatique a suscité des spéculations sur la question de savoir si les États-Unis maintiendraient le statut commercial préférentiel de l'Afrique du Sud avec le pays par le biais de la loi sur la croissance et les opportunités en Afrique (AGOA) ainsi que le maintien du statut du PEPFAR.

### Réaction en Russie et en Ukraine
La Russie a répondu en déclarant que son gouvernement "avait exprimé son intention d'intensifier davantage les relations mutuellement bénéfiques" dans une éventuelle tentative d'exploiter la situation. Le président ukrainien Volodymyr Zelensky a répondu à l'incident en déclarant qu'il s'était entretenu avec le président Ramaphosa deux jours après l'accusation de l'ambassadeur Brigety sur "la formule de paix [pour la guerre Russie/Ukraine], sur la justice et sur la façon dont notre monde devrait être unis par les règles du droit international",. Le président Zelensky a également déclaré que "quiconque aide l'agresseur [la Russie] avec des armes sera un complice avec toutes les conséquences" en référence possible à l'événement.